# Dialetto francese di Terranova
Il francese di Terranova (français terre-neuvien) è il dialetto francese parlato dalle comunità francofone presenti nella provincia di Terranova e distinto dalle altre varietà di francese canadese (francese del Québec e francese acadiano).
I francofoni di Terranova (lo 0,4% della popolazione totale della provincia), a parte quelli stabilitisi nell'area urbana di St. John's, hanno tradizionalmente come loro centro la penisola di Port-au-Port che ospita i tre piccoli villaggi francofoni di L'Anse-à-Canards, La Grand'Terre e Cap Saint-Georges.

Bandiera dei francesi di Terranova

Terranova fu una colonia francese dal 1662 fino al 1713, quando fu ceduta all'Inghilterra in seguito al Trattato di Utrecht. Furono però mantenuti dai francesi i diritti sulla pesca lungo le coste dell'isola, diritti che non vennero abrogati neanche dal Trattato di Parigi del 1763 che segnava il passaggio di tutte le colonie francesi del Nordamerica all'Inghilterra (con l'eccezione dell'arcipelago di Saint-Pierre e Miquelon, appartenente alla Francia): vennero così fondati lungo le coste di Terranova dei villaggi di pescatori francesi, che sono all'origine della piccola minoranza francofona presente nella provincia.
Con l'annessione di Terranova al Canada nel 1949 il governo provinciale cercò, non senza successo, di sradicare completamente il francese dal territorio, cosa che spiega come mai Terranova sia la provincia meno francofona di tutto il Canada e perché il peculiare dialetto francese della regione sia ormai parlato da un pugno di persone (la maggior parte dei terranoviani francofoni si esprime infatti in francese acadiano) e considerato in serio pericolo di estinzione.
Esiste un movimento per la salvaguardia e la promozione di questo dialetto minacciato, il quale propone anche la sua reintroduzione quale lingua dell'istruzione scolastica nelle scuole francofone della provincia, dove viene utilizzato il francese standard.
L'unico giornale francofono pubblicato nella provincia è il bimensile "Le Gaboteur", il quale, oltre a trattare notizie di interesse provinciale e nazionale, si occupa specificamente di tematiche concernenti le comunità francofone di St.John's, della penisola di Port-au-Port e del Labrador (concentrate a Labrador City e Happy Valley-Goose Bay).